# Avak-kráter
Az Avak-kráter egy becsapódási kráter az Amerikai Egyesült Államok Alaszka államának északi részén, Barrow városától délkeletre, az Elson-lagúna (Beaufort-tenger) partjának közelében. A közel kör alakú kráter átmérője mintegy 12 km, mélysége 1 km.
A kráterbe jelentősen deformálódott, mélyen fekvő metamorf kőzetek és üledékes kőzetek emelkedtek fel. Ezeken állandóan fagyott, vékony pliocén és pleisztocén kori kőzet fekszik, így a kráter a mocsaras-tavas tundra felszínén nem látható. E geológiai jellemzők alapján a kráter keletkezési ideje 3 és 95 millió évvel ezelőttre tehető.
Az Avak-kráter tartja fogva a szomszédos Dél-Barrow és Kelet-Barrow gázmezőket, amelyek jura időszaki homokkövében mintegy 1 040 000 000 m3 földgáz rejlik.

## Felfedezése és kutatások
1923-ban Warren G. Harding amerikai elnök elrendelte a négyes számú nemzeti kőolajtartalék (National Petroleum Reserve No. 4, NPR-4) létrehozását Észak-Alaszkában. A felszíni felmérések után az Amerikai Egyesült Államok Haditengerészete 1944-1953 között geológiai és geofizikai kutatásokat végzett, és 36 tesztkutat fúrt. Ezek között volt az Avak-1, amelyet 1951-ben hoztak létre. A kút fúrása során a felszín közvetlen közelétől 1225 méter mélységig deformált kőzeteket találtak, ami arra utalt, hogy a területen egy becsapódási esemény történt.
1995-ben fizikai sokkhatásra utaló lemezes elváltozási formákat (planar deformation features, PDF) találtak, amely az impaktitok, a meteorit-becsapódás által érintett kőzetek legfontosabb jellemzője. 1996-ban az Egyesült Államok Geológiai Felmérő Hivatalának (USGS) geológusai meteorit becsapódására utaló további jeleket találtak.

## Lásd még
- becsapódási kráter
- becsapódási kráterek listája
- észak-amerikai becsapódási kráterek listája

## Fordítás
- Ez a szócikk részben vagy egészben  az   Avak crater című angol Wikipédia-szócikk ezen változatának fordításán alapul.  Az eredeti cikk szerkesztőit annak laptörténete sorolja fel. Ez a jelzés csupán a megfogalmazás eredetét és a szerzői jogokat jelzi, nem szolgál a cikkben szereplő információk forrásmegjelöléseként.